# 大原鉄工所
株式会社 大原鉄工所 （おおはらてっこうしょ、英称：OHARA Corporation) は、新潟県長岡市に本社を置く工業用車輛製造企業。

## 概要

### 事業内容
- 環境事業
  - 廃棄物処理機器、リサイクル処理機器、水処理機器、汚泥脱水機、土のうシート。
  - 石油・ガス・地熱掘削機および温泉・水井戸掘削機。
  - 各種水門、除じん機、水管機、無動力水位自動調整ゲート、減圧用ディスクバルブ。
- 車輌事業
  - 各種用途雪上車（スキー場ゲレンデ整備用、人員・物資輸送用、自衛隊用、南極観測隊用）
  - スノーモービル、室内用人工降雪機。

### 事業所
- 本社・本社工場
  - 新潟県長岡市城岡2-8-1
- 黒条工場
  - 新潟県長岡市下下条4-1640
- 東京支店
  - 東京都文京区湯島1-1-5
- 北海道営業所
  - 北海道石狩市新港南3-700-30
- 東北営業所
  - 岩手県岩手郡雫石町板橋82-19
- 名古屋営業所
  - 名古屋市中村区名駅4-24-5　第2森ビル8階

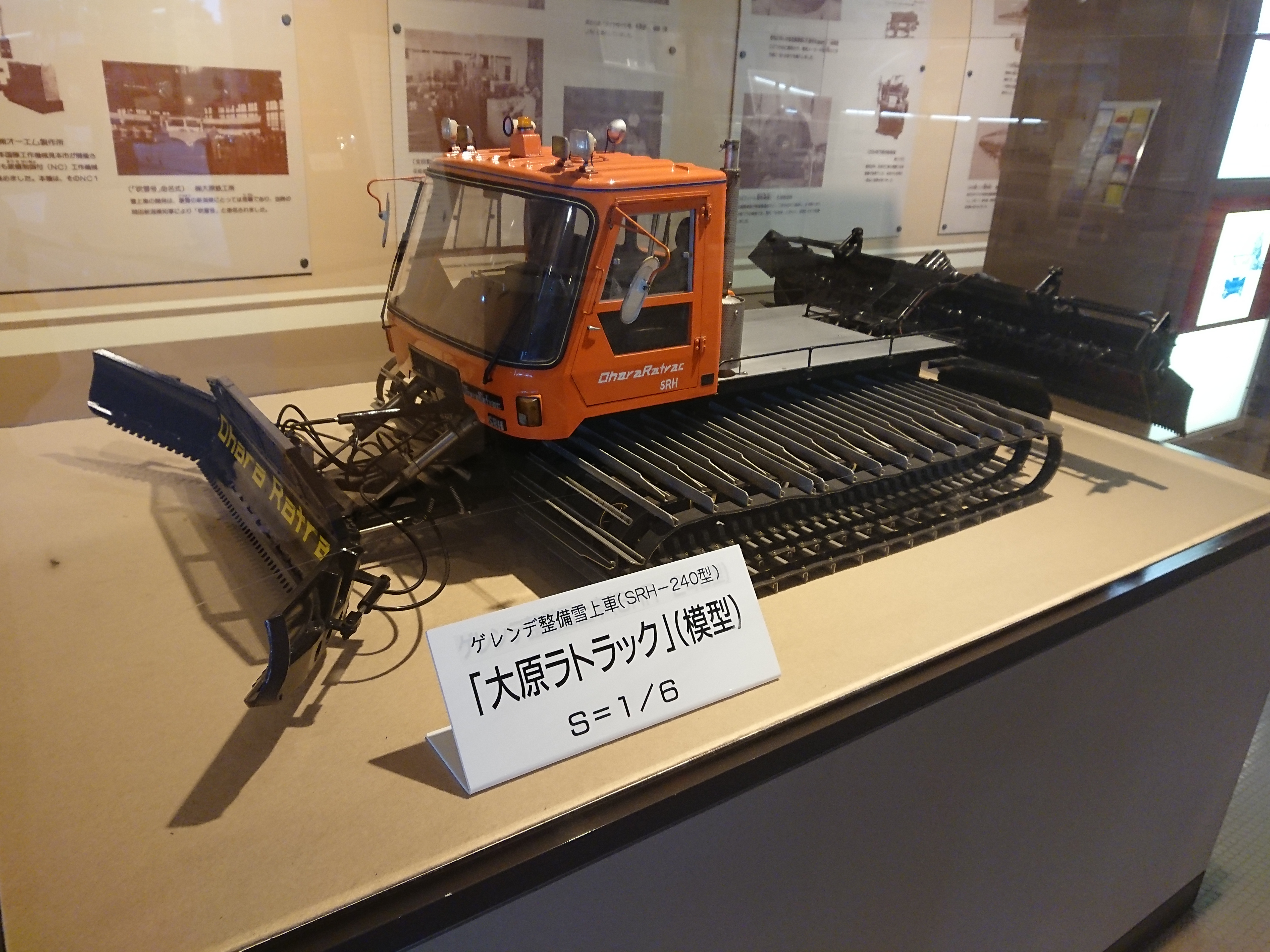
大原ラトラックSRH-240型
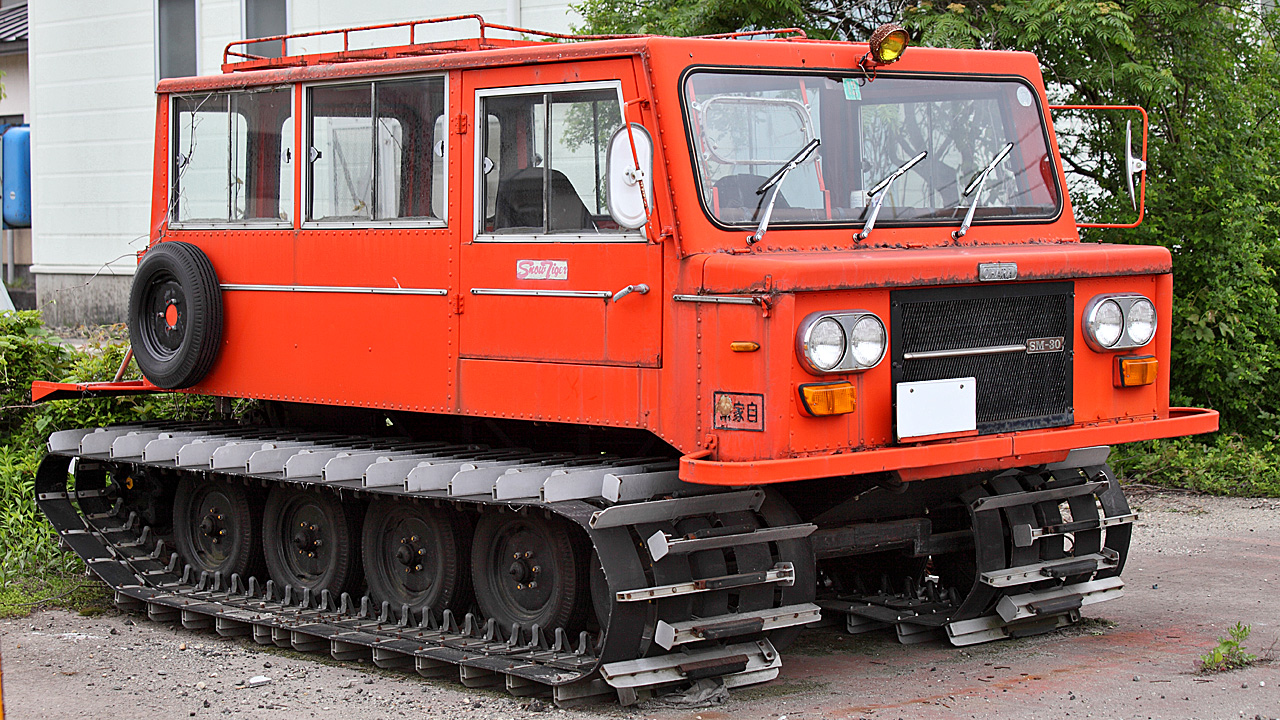
スノータイガーSM-30型
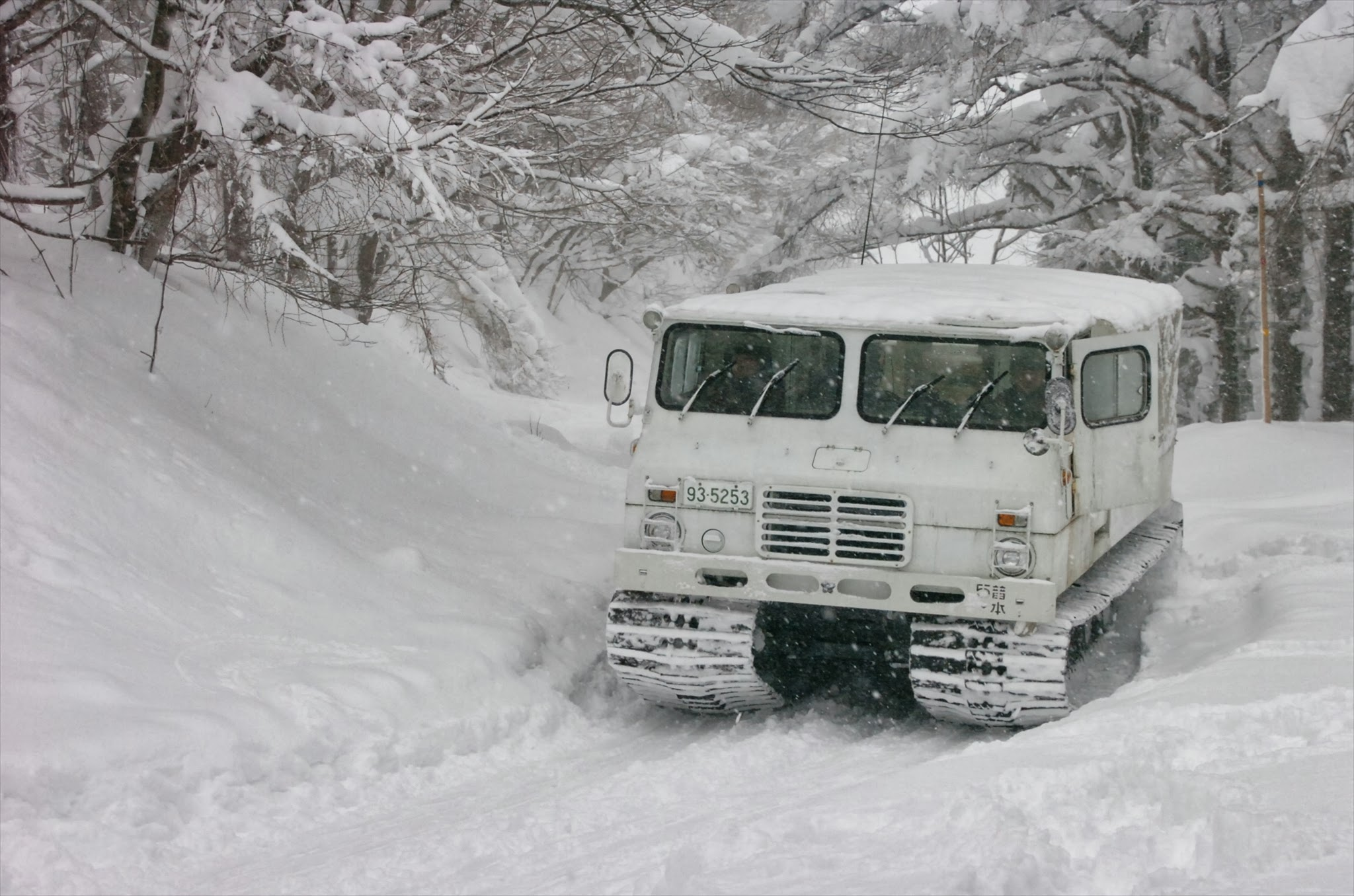
78式雪上車
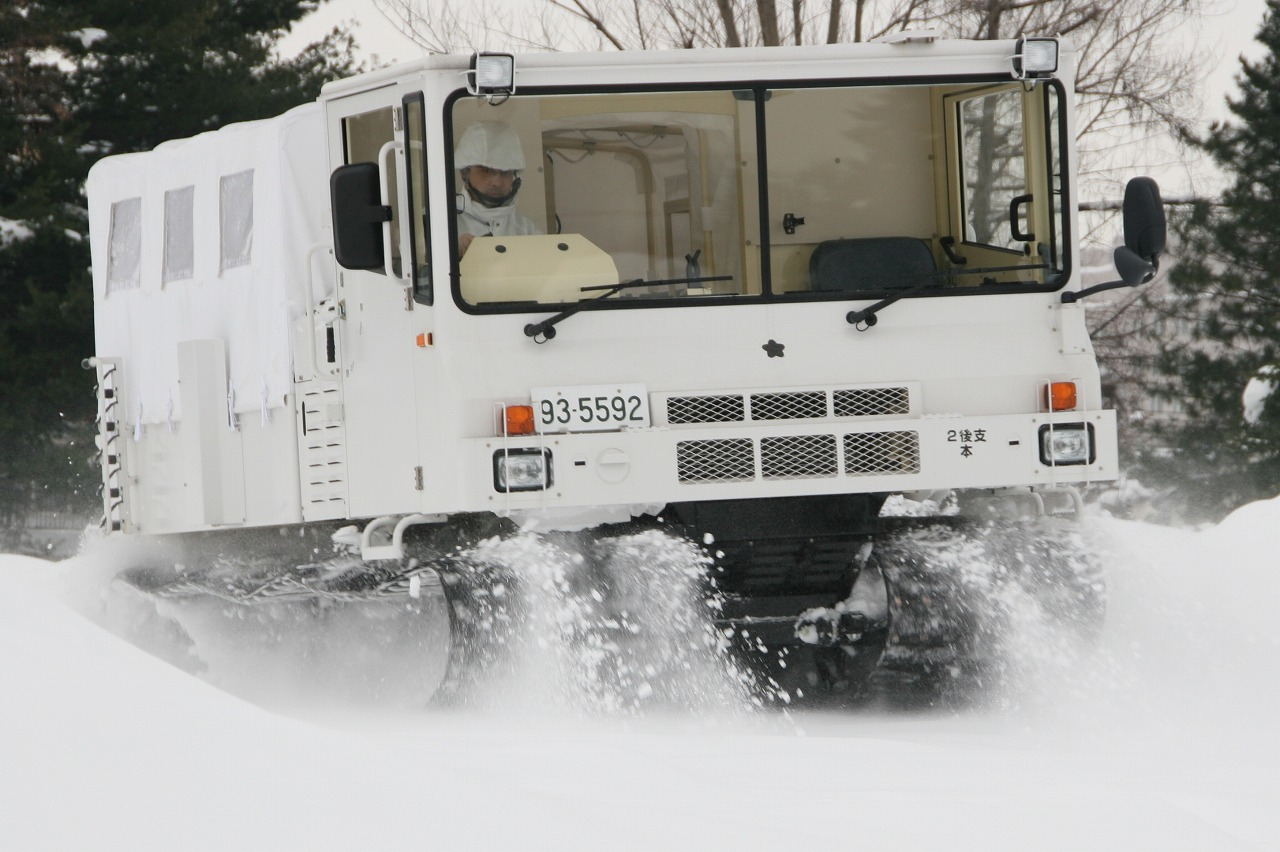
10式雪上車
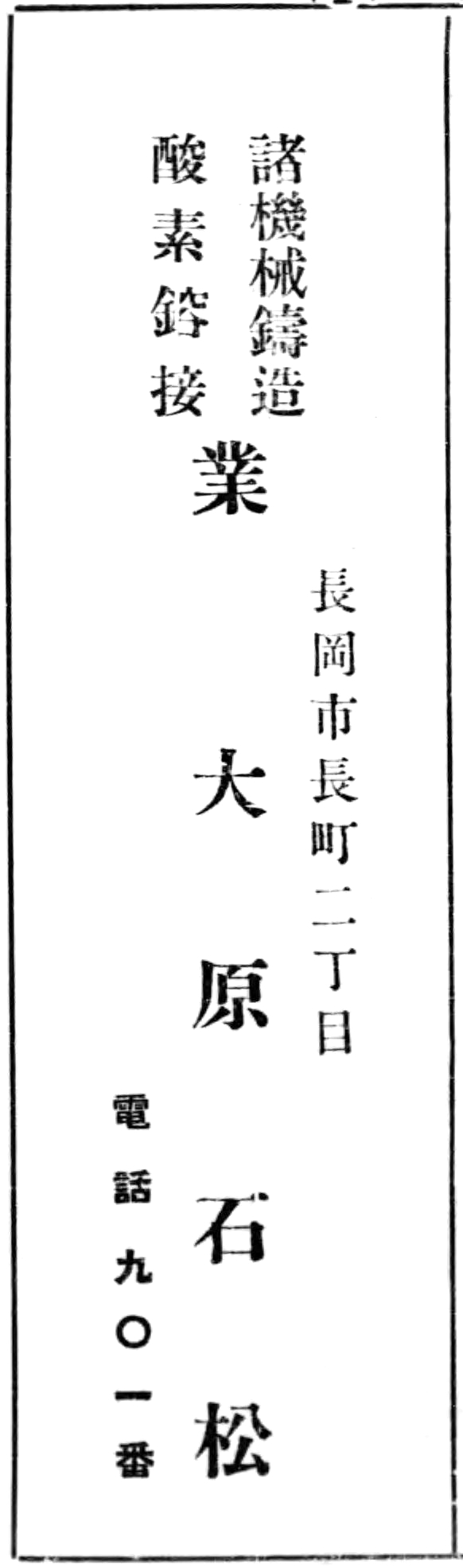

## 沿革
- 1907年（明治40年）10月：東山油田の盛況に着目した大原石松が長岡市長町に大原鋳造所創業（石油掘削用ポンプの鋳造部品メーカー）
- 1924年（大正13年）：完成機械の製造に着手し、大原鋳工所と改称。
- 1938年（昭和13年）：大原藤松が長岡市城岡に工場を移転し、大原鉄工所と改称。
- 1940年（昭和15年）：3月、有限会社大原鉄工所を設立。
- 1945年（昭和20年）：11月、株式会社に改組（資本金80万）
- 1951年（昭和26年）：8月、新潟県より雪上車開発を依頼され、試作一号機「吹雪号」を完成させる。
- 1952年（昭和27年）：国内初の雪上車開発・量産化に成功。
- 1953年（昭和28年）：自衛隊用雪上車に53式雪上車を納入。
- 1959年（昭和34年）：し尿処理機械・水門分野に進出。
- 1965年（昭和40年）：分社化、電業部門（大原電業）・焼入処理部門（新潟高周波工業）
- 1967年（昭和42年）：南極観測用雪上車を納入。
- 1969年（昭和44年）：ゲレンデ整備用雪上車（圧雪車）を開発。
- 1970年（昭和45年）：掘削ポンプ（世界最大級）を生産。
- 1976年（昭和51年）：南極越冬隊へ社員を初めて派遣。
- 1995年（平成7年）：リサイクル分野へ進出。
- 2021年（令和3年）5月19日：国立極地研究所と「内陸用大型雪上車」1台の契約を締結[1][2]。

### 受賞経歴
- 1993年（平成5年）：新型ゲレンデ整備車で、中小企業庁長官賞受賞（Gマーク選定）
- 1998年（平成10年）：ISO9001認証取得。

### 登場作品
- 馬鹿が戦車でやって来る
  - 劇中登場の戦車は当社製品の『吹雪号雪上車』をベースに制作。